# Pseudindalmus biguttatus
Pseudindalmus biguttatus es una especie de coleóptero de la familia Endomychidae.

## Distribución geográfica
Habita en la isla Sangi.